# Стрелецкое (Львовская область)
Стрелецкое (укр. Стрілецьке; пол. Strzelczyska) — село в Мостисской городской общине Яворовского района Львовской области Украины.
Население по переписи 2001 года составляло 481 человек. Занимает площадь 0,808 км². Почтовый индекс — 81360. Телефонный код — 3234.

## История
В 1946 г. указом ПВС УССР село Стрельчицкая переименовано в Стрелецкое.